# 말이야와 친구들
말이야와 친구들(영어: MariAndFriends 마리앤프렌즈[*])은 대한민국의 채널이다. 총 6명의 멤버로 구성되어 있다. 말이야, 끼야, 그리고  국민이가 그 멤버이다.
2015년 9월 1일에 채널을 시작했다. 동영상은 2.4천개이다. 조회 수는 25억 회, 구독자 수는 365만 명(2025년 7월 7일 기준)이다. 
1. ↑  사실 '국'이 성이고 '민'이 이름이며, -이는 이름 끝에 받침이 있으면 붙이는 접미사이다.
2. ↑  그렇지만 2015년 9월 1일 전에 올린 동영상도 있다.